# Rüdtligen-Alchenflüh
Rüdtligen-Alchenflüh est une commune suisse du canton de Berne, située dans l'arrondissement administratif de l'Emmental. 